# Kimball (Nebraska)
Kimball település az Amerikai Egyesült Államok Nebraska államában, Kimball megyében, melynek megyeszékhelye is. Lakosainak száma 2290 fő (2020. április 1.).

## Népesség
A település népességének változása:

| 2010 | 2 496 |
| 2020 | 2 290 |